# Ulf Bagge

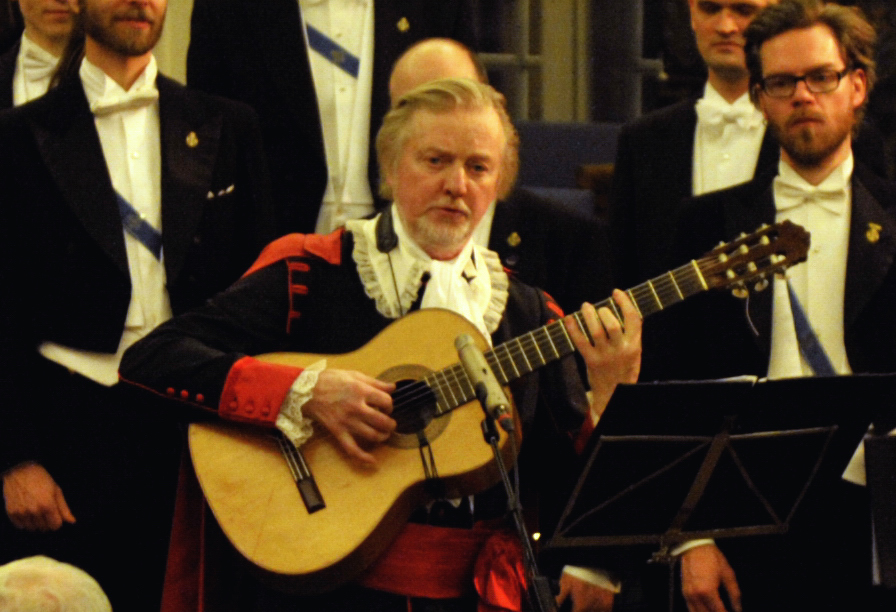
Bellmankonsert på Riddarhuset med Stockholms Studentsångare 2015.

Knut Ulf Christer Bagge, född 6 mars 1949, är en svensk trubadur, författare och stockholmsciceron.
Bagge är trubadur sedan början av 1960-talet, med egen visproduktion. 
Han har bland annat tonsatt Wivallius, Lucidor, Ferlin och Fröding, gjort notskrift och gitarrarrangemang till Bellmanboken, med text av Göran Hassler och illustrationer av Peter Dahl. Han har även gjort ett flertal CD-produktioner och medverkar med ett antal tolkningar i Proprius Bellmanboxar. Bagge har turnerat i Sverige, Norge, Danmark och Färöarna, Tyskland och Spanien.
Bagge har producerat kabaréuppsättningar på Berns och Södra Teatern med artister som Monica Zetterlund, Beppe Wolgers, Svante Thuresson och Olle Adolphson. Han spelar också i duo med vissångerskan Gisela Nordell, har drivit visscener som Visor på Skeppsholmen och Visor på Riddarhuset och var arrangör för Taubefestivalen i Stockholm. Han har även varit medarrangör till jubileumsfirandet Carl Michael Bellman 275 år.
Bagge har hållit konserter på Stockholms slott och för kungafamiljen och hela släkten Bernadotte, samt turnerat med politiker som Gunnar Helén, Reiulf Steen och Maj-Britt Theorin. Han ansvarade för kulturarrangemanget under Olof Palmes och Anna Lindhs sista gemensamma valturné och uppträdde då tillsammans med Monica Zetterlund, Nisse Sandström, Sture Åkerberg, Lasse Bagge och Christer Karlberg med flera. 
Bagge har skrivit böcker som Lucidor, Skalderna i Gamla stan och memoarboken Trubaduren, möten  minnen.
Han är även ciceron av litterära och historiska stadsvandringar i Stockholm.
Han har varit ordförande i Lucidor- och Wivalliussällskapet, samt är styrelseledamot i Per Anders Fogelströms vänner.
Visor på youtube Blogg

## Priser och stipendier
- 2007 – Trubadurpriset som delas ut av Nils Ferlin-Sällskapet.
- 2008 – ABF Stockholms Kulturstipendium
- 2009 – Stockholm Stads Folkbildningsstipendium